# Leucospermum catherinae
Leucospermum catherinae är en tvåhjärtbladig växtart som beskrevs av Robert Harold Compton. Leucospermum catherinae ingår i släktet Leucospermum och familjen Proteaceae. Inga underarter finns listade i Catalogue of Life.